# Myiopharus luxatura
Myiopharus luxatura är en tvåvingeart som beskrevs av Henry J. Reinhard 1975. Myiopharus luxatura ingår i släktet Myiopharus och familjen parasitflugor. Inga underarter finns listade i Catalogue of Life.